# (3121) Tamines
(3121) Tamines (1981 EV) – planetoida z pasa głównego asteroid okrążająca Słońce w ciągu 3,33 lat w średniej odległości 2,23 j.a. Odkryta 2 marca 1981 roku.